# Peer Gynt
|  | Aquest article tracta sobre l'obra teatral de Henrik Ibsen. Vegeu-ne altres significats a «Peer Gynt (suites)». |

Peer Gynt és una obra de teatre en vers escrita per Henrik Ibsen el 1867, basada en un conte popular noruec. La seva característica formal més destacada és la manca de respecte a la regla de les 3 unitats d'Aristòtil, juntament amb l'ús de les troballes sobre l'inconscient de l'època. És una obra pensada per ser llegida més que representada, pel seu caràcter filosòfic, tot i que es va portar a escena en repetides ocasions i, fins i tot, s'hi va pensar un acompanyament musical, les Peer Gynt Suites compostes per Edvard Grieg el 1874. La popularitat de la peça ha fet que n'hagin sorgit diverses adaptacions i versions.

## Argument
Peer és un jove seductor que en un casament coneix una bella noia, Solveig, de qui s'enamora. Aquesta el rebutja per por a la seva mala reputació i Peer, llavors, convenç la núvia de la festa per fugir amb ell. Com a càstig per la seva gosadia, és expulsat de la seva comunitat. Vagant pel bosc, entra en un món oníric on coneix la filla del rei dels trolls, amb qui manté relacions. Aquesta vol casar-se amb ell, i el rei dels trolls el tempta amb riqueses i poder, però Peer s'adona que aquest matrimoni significa renunciar a la seva vida real i fuig del palau per tornar amb Solveig.
Aquesta finalment accedeix a viure amb ell, ja que també l'estima, però aleshores apareix la princesa troll amb un fill que ha tingut d'en Peer i que és un monstre. El naixement coincideix amb la mort de la mare d'en Peer i aquests dos fets resulten massa durs de suportar, per la qual cosa marxa a viure a l'Àfrica.
Allà coneix criatures mitològiques, pobles nòmades i comença una nova vida, en què trafica amb esclaus, usurpa el tron d'un emperador local, és vist com un profeta, sedueix una princesa i entra en un sanatori mental. Aquestes experiències el fan dubtar d'allò que és real, i decideix tornar a casa. Durant el viatge amb vaixell coneix una ombra, anomenada l'Estrany Passatger, que l'espanta.
En una simbòlica subhasta, ha de justificar els actes de la seva vida per poder salvar-se; apareixen els personatges del seu passat, els seus pecats i allò que va decidir no fer, sempre fugint del compromís. Ell sempre es defensa afirmant que ha estat ell mateix, però s'adona que no hi és suficient i que serà condemnat. Solveig apareix a l'últim moment i canta una cançó d'amor en què explica que l'autèntic Peer és aquell a qui ella estima i per aquesta personalitat mereix viure. L'obra acaba amb la trobada dels dos enamorats.

## Anàlisi

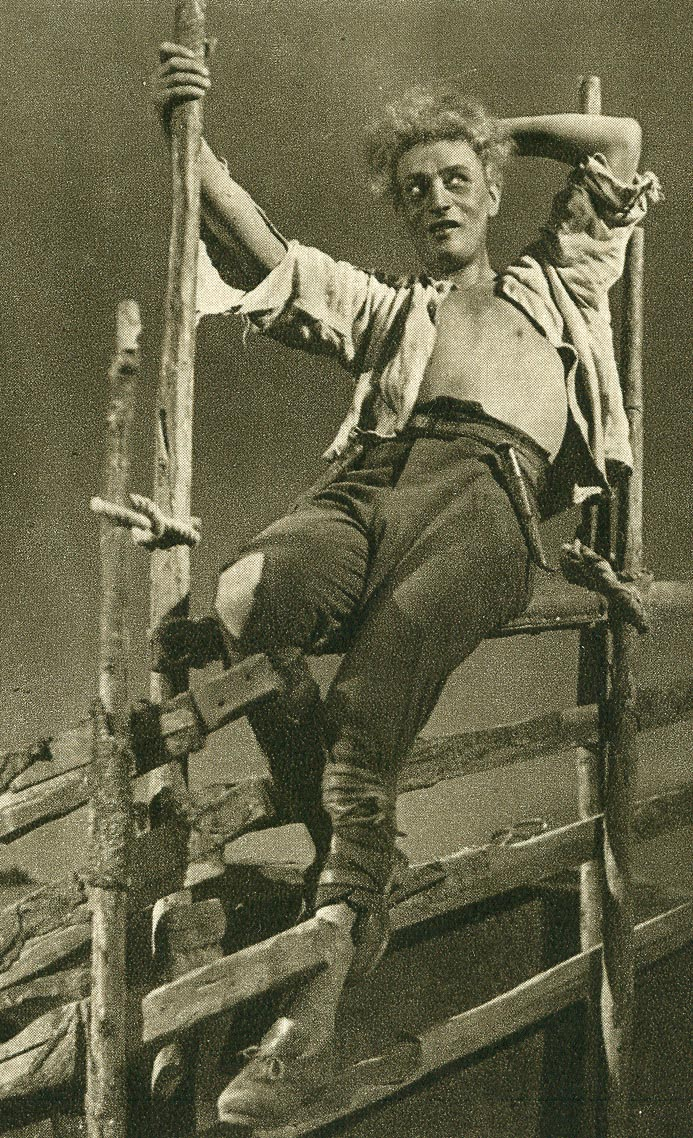
Actor caracteritzat com a Peer Gynt

Peer Gynt reprèn la història d'un arquetip, Don Joan, un pecador i seductor a qui finalment redimeix l'amor pur d'una noia. Però, a diferència d'aquest heroi, en Peer es caracteritza per la seva fugida permanent, per la seva manca de valentia. Encarna el protagonista típic del romanticisme: una persona al marge de la societat, amb tints infernals, però que sempre aposta per ser ell mateix, per l'originalitat enfront del convencionalisme social. La presència constant de l'amor com a motor de l'acció i sentit de la vida és també un element romàntic. Són igualment característics d'aquest estil els paisatges exòtics (Àfrica), la presència de la màgia o allò irracional, l'admiració pel passat i la importància de la ficció (present en les històries que explica el mateix protagonista com una evasió del món real).
Les aventures d'en Peer reprodueixen contes típics noruecs i el seu folklore, com per exemple la cort dels trolls, en què es planteja la disjuntiva de viure com una persona o ser ric i tenir tot els seus somnis, però renunciant a la vida; l'aparició del Boyg, l'home que fon els botons com a déu nòrdic o bé la llegenda de l'home sortit d'un calder que es narra en el viatge amb vaixell. Aquest rerefons pagà conviu amb al·lusions cristianes: l'ànima de la mare difunta és confiada a sant Pere, el mateix Déu intervé en la intriga final apropant la dona salvadora, un sacerdot vol sentir la confessió de l'heroi i l'ètica de la comunitat beu clarament del protestantisme.
Peer, a desgrat de la seva ambició declarada, mai no arriba a ser ric, perquè cada cop que assoleix la fortuna, la perd: renuncia als tresors dels trolls, és saquejat al desert, naufraga amb el fruit del seu comerç, etc. El missatge final és que l'única riquesa que perdura és l'amor, que pot superar tots els obstacles i assolir el perdó diví (una actualització del tòpic llatí Omnia vincit amor de Virgili). Aquest amor està significativament encarnat en una cabana, que representa la llar.
Els símbols són constants durant tota l'obra. El verd del vestit de la princesa dels trolls representa el seu vincle amb la natura, la subhasta és un símbol del judici final, l'Estrany Passatger o Ombra és la consciència del protagonista (alguns estudiosos hi han vist un àlter ego de Lord Byron), els botons són explícitament comparats amb els humans, i l'esfinx egípcia recorda el mite sobre què és ser una persona del món grecollatí, entre d'altres. Justament la pregunta sobre què vol dir ser un jo o què és real és el tema de fons de totes les aventures que es narren. Peer es debat entre la fantasia i el món real: talla els arbres del bosc i escapa dels trolls (el rei dels quals apareix després com un vell que tothom creu que és només un relat dels llibres), però accepta les versions que es donen d'ell, entra en comunitats beduïnes i somnia constantment.
El nom del protagonista parteix d'un conte popular recollit per Peter Christen Asbjørnsen, en què apareix com un antiheroi proper a la novel·la picaresca. Moltes aventures provenen d'altres històries, i això produeix una barreja entre sentit tràgic, paròdia i reflexió moral.
L'obra s'ha vist com l'antítesi de l'anterior, Brand. En aquella, l'heroi trencava les normes i mostrava el seu egoisme perquè encarnava la llibertat absoluta. En canvi, en aquesta peça, el protagonista fuig i el seu egoisme respon a un hedonisme inconscient, malgrat les seves reivindicacions de seguir el mateix destí. Per això, el caràcter moral de Peer és molt més ambigu que el d'altres personatges d'Ibsen: els qui l'estimen proclamen que no és dolent, però causa el mal (la núvia abandonada, les dones seduïdes, el tràfic d'esclaus...); ell assumeix el pecat i té por, però Solveig se li apareix durant tota l'obra (li roman fidel en el seu pensament), la mare afirma que gran part del seu caràcter li ve per herència genètica i, per tant, no és responsable dels seus actes completament... La mateixa Solveig al principi rebutja Peer i provoca en part la seva partença, tot i que s'erigeix més tard com a la seva salvació. Aquesta indefinició és el que ha enriquit més les interpretacions i un dels motius pels quals l'obra continua sent vigent.